# بناء المعرفة
وضع نظرية بناء المعرفة وطورها كل من كارل بريتر ومارلين سكاردماليا لوصف ما يلزم على مجتمع المتعلمين إنجازه لخلق المعرفة، وتتناول النظرية ضرورة تعليم الأشخاص من أجل إعدادهم لمجتمع عصر المعرفة الذي تتغلل فيه المعرفة والإبداع.

## نظرة عامة
يفرق سكاردماليا وبريتر بين بناء المعرفة والتعلم؛ حيث يريا أن التعلم عملية داخلية غير منظورة (تقريبًا) تؤدي إلى تغييرات في المعتقدات والسلوكيات والمهارات، أما بناء المعرفة - على العكس من هذا - فهو إنشاء المعرفة العامة أو تعديلها، لذا فبناء المعرفة ينتج المعرفة التي تعيش «في الواقع» وتتوفر للأشخاص للعمل عليها واستغلالها.
يشير بناء المعرفة إلى عملية إنشاء منتجات معرفية جديدة تأتي ثمرة الأهداف العامة والمناقشات الجماعية وتجميع الأفكار، والتي من شأنها تحسين الفهم القائم للأفراد داخل الجماعة لما هو أبعد من مستوى المعرفة الأولي لديهم بالإضافة إلى العمل على توجيهها نحو زيادة الإلمام بالمعلومات المعروفة عن موضوع أو فكرة ما. لذا نجد النظرية «تجمع بين طياتها التعلم الأساسي والمهارات الفرعية والدينامكيات الاجتماعية المعرفية التي تعد بغية الأساليب الأخرى إلى جانب الميزة الإضافية للتحرك على الطريق نحو التعليم الكامل.»
يمكن اعتبار بناء المعرفة كشكل عميق لمذهب البنائية  الذي يتضمن البحث الجماعي في موضوع معين والوصول إلى مستوى أعمق من الفهم يتحقق من خلال التداول وطرح الأسئلة التفاعلي والحوار والتحسين المستمر للأفكار، وهكذا تمثل الأفكار وسيط العمل بالنسبة إلى بيئات بناء المعرفة. لذا يصبح المعلم مرشدًا وليس قائدًا ويسمح للطلاب بتحمل جزء كبير من مسؤولية التعلم بما في ذلك التخطيط والتنفيذ والتقييم.
ومن بين الصفات المميزة لبناء المعرفة هو أخذ مفهوم نحن محل أنا، وهو شعور بأن الجماعة تعمل معًا وليس بأنها مجرد مجموعة من الأفراد، ويمكن خلق هذه البيئة من خلال مجموعة متنوعة من برمجيات المناقشة منها منتدى المعرفة الذي يدعم الكثير من العمليات الضرورية لبناء المعرفة، ويقول بريتر وزملاؤه  أن تركيز مشاريع بناء المعرفة ينصب على الفهم بدلاً من إنجاز المهام وعلى التعاون بدلاً من النزاع.
قد يُعرف بناء المعرفة بأنه «خلق المنتجات المفاهيمية واختيارها وتحسينها، ولا تقتصر فقط على التعليم بل تشمل أيضًا أعمال المعرفة الإبداعية بشتى أنواعها».
إن وضع الأطفال على طريق بناء المعرفة من الأساسات الواعدة للتعليم في عصر المعرفة (دراسة سكاردماليا وبريتر، 2003).
في مقالها حول المسؤولية المعرفية الجماعية لتقدم المعرفة الصادر عام 2002، اقترحت سكاردماليا 12 مبدأ لبناء المعرفة.

## مبادئ بناء المعرفة
حددت سكاردماليا (2002) اثني عشر مبدأ لبناء المعرفة هي:
1. أفكار حقيقية ومشكلات واقعية: في الفصل الدراسي - باعتباره مجتمعًا لبناء المعرفة - يهتم المتعلمون بالفهم المبني على مشكلاتهم الواقعية التي تواجههم في العالم الحقيقي.
2. أفكار قابلة للتحسين: تعتبر أفكار الطلاب أفكارًا قابلة للتحسين.
3. تنوع الأفكار: في الفصل الدراسي، تبرز أهمية تنوع الأفكار التي يثيرها الطلاب.
4. الترقي: يخلق الطلاب مفاهيم ذات مستوى عالٍ من خلال التحسين المستمر للأفكار وفهمها.
5. العملية المعرفية: يجد الطلاب سبيلهم نحو التقدم.
6. المسؤولية الجماعية لمجتمع المعرفة: إن مشاركة الطلاب في تحسين المعرفة الجماعية في الفصل الدراسي هو الغرض الأساسي من الفصل الدراسي لبناء المعرفة.
7. إضفاء الطابع الديموقراطي على المعرفة: جميع الأفراد مدعوون إلى المساهمة في تقدم المعرفة في الفصل الدراسي.
8. تقدم المعرفة المتجانس: إن جعل الأفراد والمنظمات تعمل بنشاط لتحقيق تقدم متبادل لمستوى المعرفة لديهم يأتي بين أهداف مجتمعات بناء المعرفة.
9. بناء المعرفة متغلغل: يسهم الطلاب في بناء المعرفة الجماعي.
10. الاستخدامات البنائية للمصادر الموثوقة بها: يحافظ جميع الأفراد بما فيهم المدرس على أن يكون البحث أسلوبًا طبيعيًا لتدعيم الفهم لديهم.
11. الحديث الذي يوصل إلى بناء المعرفة: يشارك الطلاب في الحديث لتبادل المعرفة وتحسين مستوى تقدمها في الفصل الدراسي.
12. التقويم المتزامن القادر على إحداث التحول: يلقي الطلاب نظرة عامة على مستوى الفهم لديهم ثم يحددون كيفية التقويم، فيبدعون ويشاركون في عمليات التقويم بشتى السبل.

## كتابات أخرى
- Bereiter, C. (1994). "Implication of Postmodernism for Science Education: A Critique." In: Educational Psychologist Vol. 29, n. 1, pp. 3–12.
- Bereiter, C. (2002). Education and Mind in the Knowledge Age. Mahwah, NJ: Lawrence Erlbaum.
- Bereiter, C., & Scardamalia, M. (1993). Surpassing Ourselves: An Inquiry into the Nature and Implications of Expertise. Chicago, IL: Open Court.
- Bereiter, C., & Scardamalia, M. (2003). "Learning to Work Creatively with Knowledge" In: E. De Corte, L. Verschaffel, N. Entwistle, & J. van Merriënboer (eds.), Unravelling Basic Components and Dimensions of Powerful Learning Environments. EARLI Advances in Learning and Instruction Series.
- Bereiter, C., Scardamalia, M., Cassells, C., & Hewitt, J. (1997). "Postmodernism, Knowledge Building, and Elementary Science". In: Elementary School Journal. Vol. 97, n. 4, pp. 329–340.
- Oshima, J. (2005). Progressive Refinement of a CSCL-Based Lesson Plan for Improving Student Learning as Knowledge Building in the Period for the Integrated Study. Proceedings of the 2005 Conference on Computer Support for Collaborative Learning.
- Scardamalia, M. (2002).  "Collective Cognitive Responsibility for the Advancement of Knowledge". In: B. Smith (ed.), Liberal Education in a Knowledge Society. Chicago: Open Court, pp. 67–98
- Scardamalia, M., & Bereiter, C. (2003). "Knowledge Building". In: J. W. Guthrie (Ed.), Encyclopedia of Education. 2nd edition. New York: Macmillan Reference, USA. Retrieved from
- Scardamalia, M. (2004). Ask the experts: what's the next revolution in education going to be? [Video series]. Ontario Institute for Studies in Education, University of Toronto. Link to video
- Zhang, J., Scardamalia, M., Reeve, R., & Messina, R. (2009). Designs for collective cognitive responsibility in knowledge building communities. Journal of the Learning Sciences, 18(1), 7–44.pdf

## وصلات خارجية
- Fle3 Learning Environment - Fle3 أداة عبر الإنترنت لبناء المعرفة مفتوحة المصدر